# Татриев, Муслим Барисович
Муслим Барисович Татриев (род. 11 января 1980, Грозный, Чечено-Ингушская АССР, РСФСР, СССР) — российский политический деятель, член партии «Единая Россия». Депутат Государственной думы восьмого созыва (с 2021 года), избранный по единому федеральному списку от Ингушетии. До этого служил в полиции, в 2020—2021 годах был генеральным директором ОАО «РН „Ингушнефть“».

## Биография
Муслим Татриев родился в 1980 году в Грозном. В 2003 году он окончил факультет экономики Ингушского государственного университета (специальность «Менеджмент организации»). В 2005—2014 годах служил в МВД РФ по Республике Ингушетия. В 2013 году окончил Кисловодский институт экономики и права по специальности «Юриспруденция», в 2015 году прошёл курс профессиональной переподготовки в Российском государственном университете нефти и газа имени И. М. Губкина по программе "«Экономика и управление на предприятии нефтегазового комплекса». В 2014 году начал работу в ОАО «РН „Ингушнефть“» начальником участка технологического транспорта, в 2015 году был переведён в аппарат управления этой компании, в 2020 стал генеральным директором «Ингушнефти».
В сентябре 2021 года Татриев был избран депутатом Государственной Думы восьмого созыва. Из-за вторжения России на Украину он находится под международными санкциями Евросоюза, США, Великобритании и ряда других стран.

## Награды
- Знак почётного сотрудника МВД Республики Ингушетия.
- Медаль «За ратную доблесть» (2007)
- Медаль «Участнику контртеррористической операции на Кавказе» (2008)
- Медаль «За боевое содружество» (МВД России, 2011)
- Медаль «Генерал А. П. Ермолов. За службу на Кавказе» (2012)
- Медаль Жукова (2012)
- Орден «За заслуги» Республики Ингушетия — «За заслуги перед народом Республики Ингушетия, многолетний добросовестный труд и в связи с 30-летием образования Республики Ингушетия»[2] (2022).